# 2G
2G е второто поколение безжични мрежи. Стандартът е въведен за първи път комерсиално през 1991 г. във Финландия от компанията Radiolinja.
2G въвежда SMS съобщенията, цифрово кодиране на разговорите и по-ефективно използване на радио честотите, позволяващ по-голям потребителски трафик.
2G (GSM и CDMA), е заменен от по-нови технологии като 3G (UMTS / CDMA2000), 4G (LTE) и 5G. 2G мрежите обаче все още се използват в повечето части на Европа, Африка, Централна и Южна Америка.